# Tatyana Menshova
Tatyana Gennadyevna Menshova (em russo:  Татьяна Геннадьевна Меньшова; 27 de janeiro de 1970) é uma ex-jogadora de voleibol da Rússia que competiu pela Equipe Unificada nos Jogos Olímpicos de 1992 e pela seleção russa nas Olimpíadas de 1996.
Em 1992, ela fez parte da equipe unificada que conquistou a medalha de prata no torneio olímpico. Menchova esteve na primeira participação da seleção russa em Olimpíadas nos jogos de 1996, participando de seis jogos e finalizando na quarta colocação no campeonato olímpico.